# جرج اندرسون (بازیکن فوتبال، زاده ۱۹۰۴)
جرج اندرسون (انگلیسی: George Anderson; زاده ۲۴ اکتبر ۱۹۰۴ – درگذشته دسامبر ۱۹۷۴) بازیکن فوتبال در پست مهاجم اهل اسکاتلند بود.

## باشگاهی
از باشگاه‌هایی که در آن بازی کرده‌است می‌توان به باشگاه فوتبال منزفیلد تاون، باشگاه فوتبال بری، باشگاه فوتبال هادرزفیلد تاون، باشگاه فوتبال برنتفورد، باشگاه فوتبال چلسی، باشگاه فوتبال نوریچ سیتی، باشگاه فوتبال کارلایل یونایتد، باشگاه فوتبال جیلینگام و باشگاه فوتبال یئوویل تاون اشاره کرد.